# Juscijanawa
Juscijanawa (biał. Юсціянава; ros. Юстияново, hist. Justynianów, Justyanowo, Justynianowo, Juścianowo, Ustjanowo) – wieś na Białorusi, w rejonie wierchniedźwińskim obwodu witebskiego, na prawym brzegu Dźwiny, około 4 km na południe od centrum Wierchniedźwińska.
Wieś szlachecka położona była w końcu XVIII wieku w województwie połockim.

## Historia
Wieś ta, rozłożona po obu stronach Dźwiny, kiedyś nazywała się Uzmiony. Należała do rodziny Ogińskich, później w wyniku sukcesji dobra te przechodziły na Korsaków i Świrskich, aż do 1717 roku (albo przed 1712, gdyż Konstanty zmarł w 1712 roku), gdy od Jerzego Świrskiego nabył je Konstanty Niemirowicz-Szczytt (ok. 1649–1712), podkomorzy połocki. Jego pierworodny syn Antoni (zm. w 1748 roku) zmarł wcześnie, po nim Uzmiony odziedziczył jego przyrodni brat Jan Niemirowicz-Szczytt (1705–1787), kasztelan inflancki, który miał jedynego syna, Justyniana, pisarza skarbowego litewskiego. Jan, na cześć swego syna, zmienił nazwę prawobrzeżnej części (gdzie był dwór) Uzmion na Justynianów. Ponadto wcześniej ufundował we wsi w 1736 roku kościół pw. św. Trójcy oraz kaplicę. Justynian Niemirowicz-Szczytt (1740–1824) władał majątkiem Justynianów wielkości 2819 dziesięcin, na którym w 1811 roku mieszkało 1734 dusz. Po śmierci Justyniana w 1824 r. majątek został podzielony. Justynianów przypadł jego najmłodszemu synowi marszałkowi dryssieńskiemu Janowi Niemirowiczowi-Szczyttowi (zm. 1851), ożenionemu z Anną z Bobrowskich (zm. 1866 w Krasławiu). Po bezdzietnej śmierci marszałka dryssieńskiego Jana Niemirowicza-Szczytta dobra te odziedziczył jego bratanek marszałek dryssieński i witebski Justynian Niemirowicz-Szczytt (1814-1894) - syn marszałka połockiego Tadeusza Niemirowicza-Szczytta (1778-1840 w Sokoliszczach) i Eweliny z domu Hurko-Romejko (córki gubernatora Józefa Hurko-Romejko). Po śmierci Justyniana w 1894 roku najprawdopodobniej Justynianów odziedziczyli jego wnukowie (synowie jego córki Katarzyny I v. hr. Mostowskiej II v. Hrebnickiej): Justyn (ur. w 1875 roku) i Jan (ur. w 1877 roku) Hrebniccy.
Po I rozbiorze Polski w 1772 roku Justynianów, wcześniej należący do województwa połockiego Rzeczypospolitej, znalazł się na terenie powiatu drysieńskiego guberni witebskiej Imperium Rosyjskiego. Uzmiony zostały zagarnięte przez Rosjan 21 lat później.
Po ustabilizowaniu się granicy polsko-radzieckiej w 1921 roku Justynianów znalazł się na terenie ZSRR. Dźwina była rzeką graniczną, lewobrzeżna część wsi (której nazwa funkcjonowała w okresie międzywojennym jako Użmiony) znalazła się w Polsce (w gminie Leonpol). Po 1945 roku obie wsie znalazły się w ZSRR, Użmiony zmieniły nazwę na Uzmiony (błr. i ros. Узмёны). Obie wsie od 1991 roku znajdują się na terenie Republiki Białorusi.
Ostatnio wzmianka o XVIII-wiecznym kościele św. Trójcy i kaplicy pochodzi z 1876 roku. Możliwe, że w 1848 roku powstał nowy kościół pod tym samym wezwaniem.
Po żadnym z XVIII- i XIX-wiecznych budynków nie ma obecnie śladów. Jedynym świadkiem historii jest ogromny dąb „Patriarch” będący jednym z nielicznych pozostałości po parku.

## Dawny pałac
Na przełomie XVIII i XIX wieku Justynian Niemirowicz-Szczytt wybudował tu murowany pałac, będący jedną z większych polskich rezydencji na Białej Rusi zaprojektowany przez bardzo wziętego architekta siedzib ziemiańskich Carlo Spampaniego. Zachowały się umowy między zleceniodawcą i architektem z 1779 roku. Przedwczesna śmierć Spampaniego w 1783 roku uniemożliwiła wykończenie pałacu: nie był wykończony jeszcze w 1804 roku. Jedyną informacją o wyglądzie pałacu jest (zamieszczona obok) akwarela Napoleona Ordy, na której widać, że był to piętrowy budynek na planie wydłużonego prostokąta o prawdopodobnie jedenastoosiowej elewacji z centralnym, trzyosiowym portykiem, zwieńczonym trójkątnym frontonem podtrzymywanym przez 4 kolumny. W połowie wysokości portyku był balkon. Na akwareli przedstawiona jest prawdopodobnie ogrodowa strona pałacu, dziedziniec i podjazd był skierowany w stronę miasteczka i traktu. Prawdopodobnie od frontu, podobnie jak w innych pałacach projektowanych przez Spampaniego, istniał portyk o wielkim porządku.
Obok pałacu stał lamus, a dalej – kaplica domowa.
Majątek w Justynianowie jest opisany w 1. tomie Dziejów rezydencji na dawnych kresach Rzeczypospolitej Romana Aftanazego.